# Парола (Финляндия)
Па́рола — город в провинции Канта-Хяме, Финляндия. Находится в 110 километрах севернее Хельсинки, с которым связан железнодорожным сообщением.
На поле Parolamalmen в летний лагерь на летние учения собирались финские войска со времен Густава Васы до 1866, после чего поле использовалось русской армией в Финляндии до начала гражданской войны. В память об инспектировании финских войск Александром II 29 июля 1863 финский офицерский корпус в 1868 поставил бронзовую скульптуру льва, выполненную Карлом Сёстрандом.
В городе дислоцируется финская танковая бригада и располагается танковый музей.